# Luigi Fiorillo

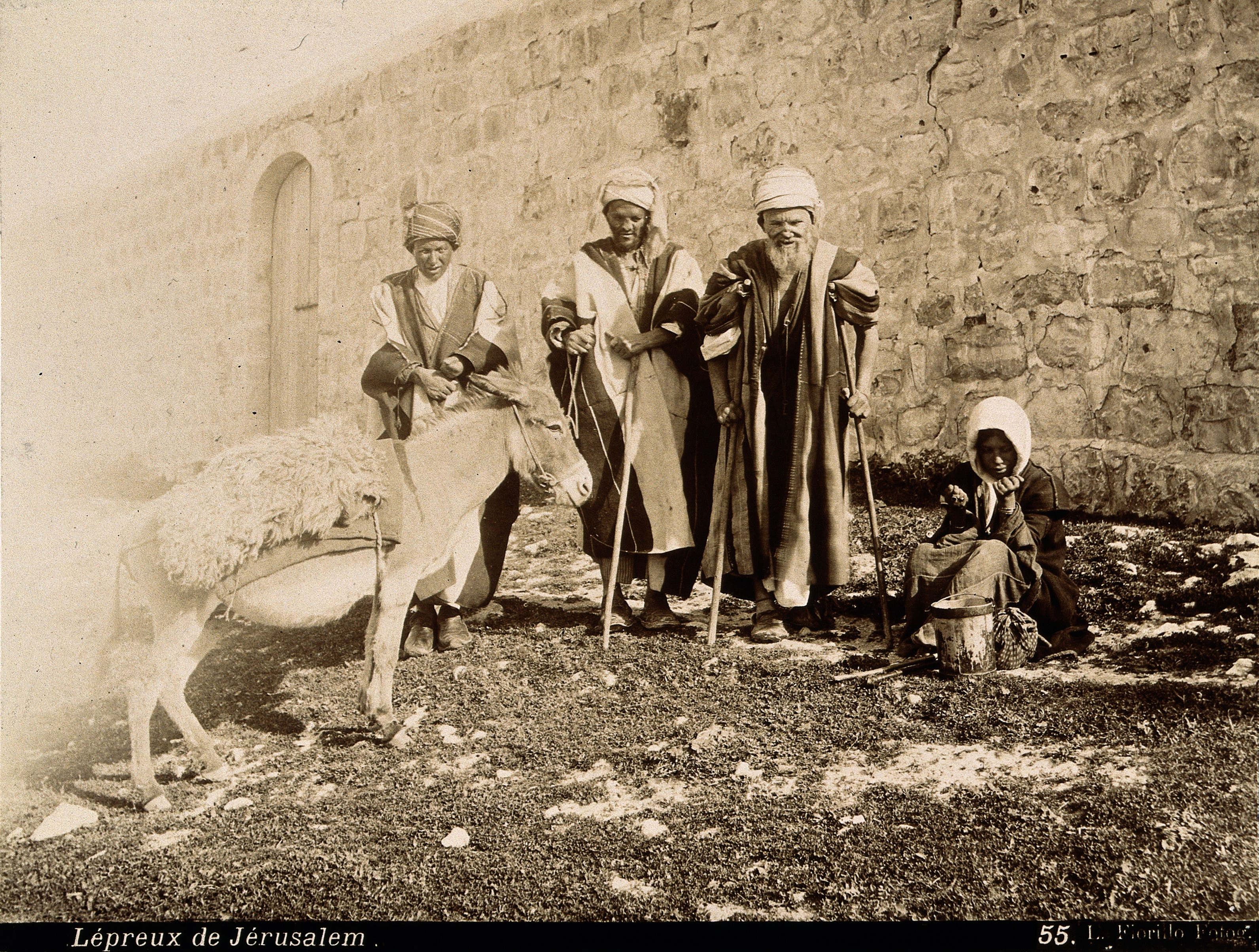
Un gruppo di lebbrosi a Gerusalemme.

Luigi Fiorillo (Napoli, 1847 – 1898) è stato un fotografo italiano.

## Biografia

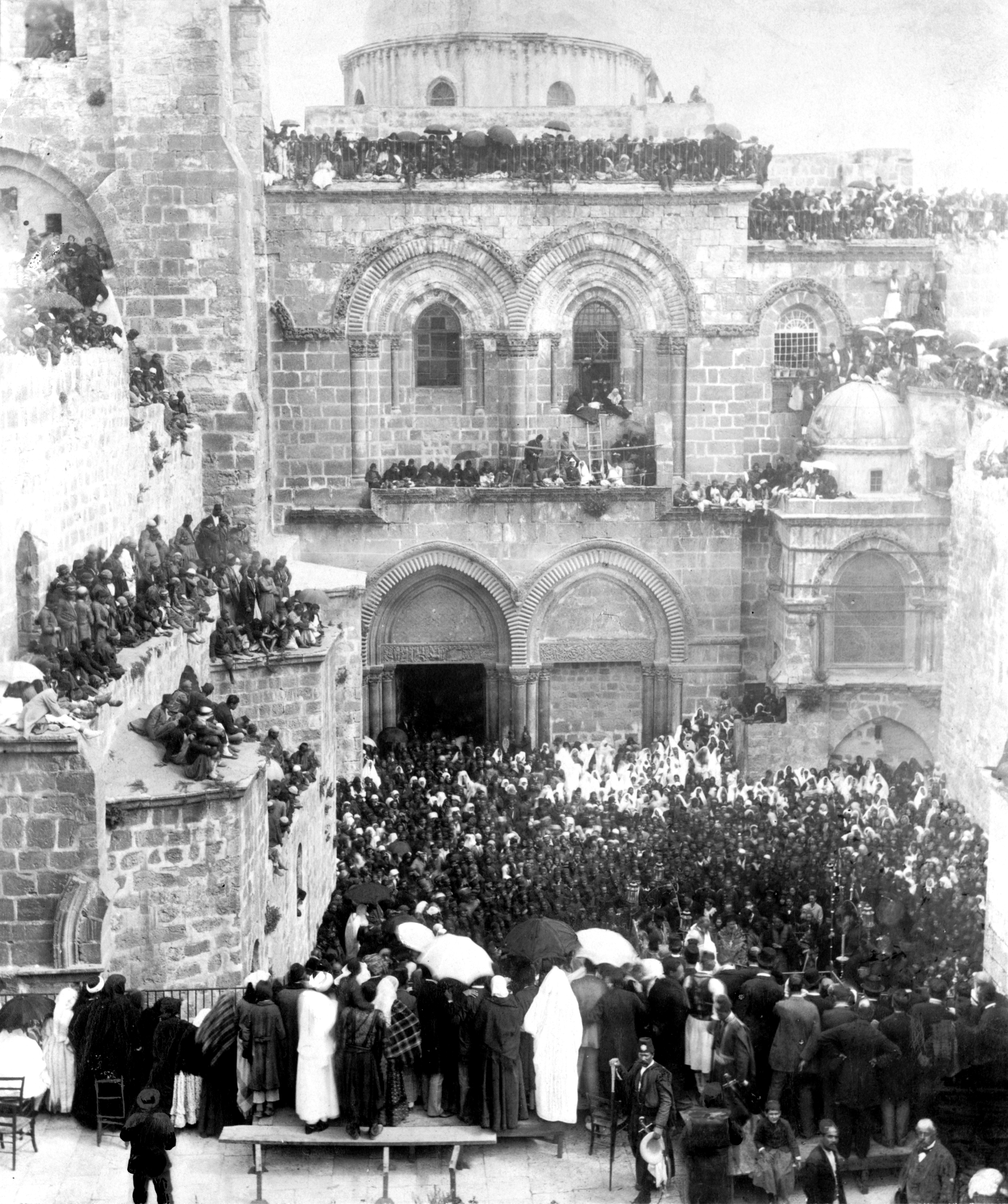
Chiesa del Santo Sepolcro, 1880 circa.

Attivo nel nord Africa a partire dal 1870, lavorò in Egitto (ove aprì uno studio ad Alessandria d'Egitto), Algeria, Palestina e poi in Eritrea.
Nel 1871 espose a Napoli e nel 1878 partecipò all'Exposition Universelle de Paris, ove ottenne una menzione d'onore.
Nel 1877 partecipa ad una spedizione della Società Geografica Italiana in Africa Orientale.
A partire dagli anni '80 del XIX secolo si fregia del titolo di "photographe de Son Altesse le Prince Mohammed Toussoun Pasha".
Nel 1881 realizza un reportage sulla rivolta dell'esercito egiziano guidata da Aḥmad ʿOrābī mentre l'anno successivo, fotografò gli effetti del bombardamento navale britannico su Alessandria d'Egitto avvenuto il 11 luglio nell'ambito della guerra anglo-egiziana del 1882.
Nel 1884 venne premiato ad Ottawa e Boston.
Tra il 1887 ed il 1888 è aggregato ad una spedizione organizzata dal tenente generale Alessandro Asinari di San Marzano, comandante di Massaua, per riguadagnare le posizioni perdute in Eritrea a seguito della battaglia di Dogali (1887). In Eritrea era al seguito del capitano d'artiglieria Carlo Michelini. Sempre nella colonia italiana realizzò, insieme ad Edoardo Martinori e Francesco Nicotra, 142 scatti a documentazione dell'attività italiana nella "colonia primogenita".
Nel 1890 Fiorillo entra in società con A. Marques, cambiando la denominazione del suo studio in "Marques & Fiorillo photographers & editors, Assuan". Il suo studio continuerà l'attività sino agli anni venti del XX secolo grazie ai figli ed alla vedova.. Il Figlio Federico si trasferirà quindi a Rodi Egeo, all'epoca possedimento italiano, ed aprirà uno studio fotografico prima a Rodi e poi anche a Lero fino a quando, con la sconfitta dell'Italia nella seconda guerra mondiale ed il passaggio di Rodi alla Grecia, fu costretto a scappare con i propri figli, profugo, in Italia, a Bari.
Nell'inverno 2014 gli viene dedicata una mostra presso il museo di Palazzo Rosso in Genova.